# Isola di Hamilton
L'isola di Hamilton è la seconda più grande isola abitata delle isole Whitsunday, dopo l'isola Whitsunday stessa. È caratterizzata da una serie di montagne umide sommerse situate vicino alla costa orientale del Queensland, Australia. L'isola di Hamilton si trova a sud di Whitsunday Island; affiancata ad ovest c'è Dent Island.

## Economia
A differenza della maggior parte delle isole al largo della costa orientale dell'Australia, l'isola di Hamilton è utilizzata quasi esclusivamente a scopi turistici. L'isola è tuttavia attrezzata per un crescente numero di residenti, sia dipendenti delle varie imprese presenti sull'isola che persone che scelgono di ritirarsi sull'isola e godersi lo stile di vita che essa offre. L'isola è gestita dalla famiglia Oatley in base a un contratto di affitto a lungo termine concesso dal governo del Commonwealth. Gli Oatley possiedono e gestiscono la società Hamilton Island Enterprises che controlla la maggior parte delle strutture ricettive e delle aziende sull'isola.
L'aeroporto dell'isola di Hamilton è l'unico aeroporto nelle Isole Whitsunday grande abbastanza da accogliere velivoli commerciali di grandi dimensioni. L'isola viene anche servita da parecchie linee traghetto che possono trasportare esclusivamente persone. I veicoli a motore sulla terraferma sono proibiti, ad eccezione di quelli dei commercianti. Le necessità di trasporto vengono soddisfatte prevalentemente da un parco di carrozzini da golf noleggiabili dai turisti.
Alla fine di agosto l'isola ospita l'annuale festival di yacht con una settimana di gare, durante la quale più di 150 yacht convergono sull'isola da tutta l'Australia e dalla Nuova Zelanda per una settimana di gare attorno alle isole. 'Whitehaven Day' è il giorno in cui gli yacht scendono sulla bella spiaggia di Whitehaven per "la più grande festa sulla spiaggia dell'emisfero australe" . Questo tuttavia è solo uno di molti festival ospitati sull'isola.
Ogni anno, attorno a luglio-settembre, i visitatori possono avvistare le balene mentre migrano attraversando le calde acque delle Isole Whitsunday.

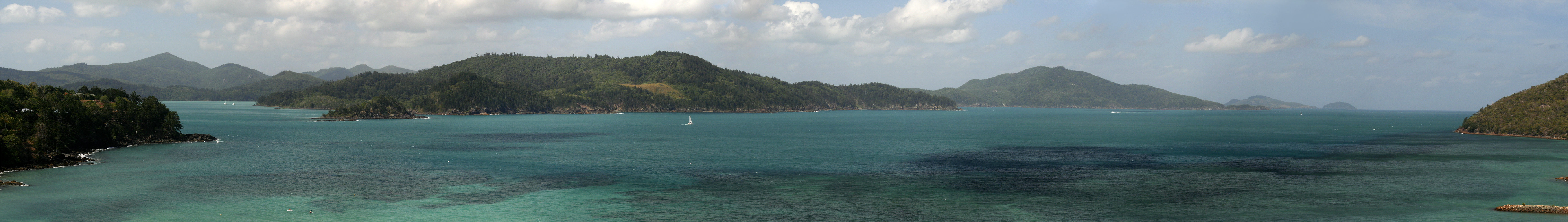
Panorama dell'isola Whitsunday dall'isola di Hamilton